# Alfonso Pecorelli
Alfonso Pecorelli (* 10. Dezember 1960 in der Nähe von Neapel in Italien, aufgewachsen in der Schweiz) ist ein in der Schweiz lebender und arbeitender Manager, Autor und Verleger.

## Leben
Pecorelli war ein international tätiger Manager und Unternehmensberater bei Hewlett-Packard. 2003 entschied er sich für einen Richtungswechsel. In der Folge arbeitete er zwei Jahre lang freiwillig für diverse humanitäre Organisationen, unter anderem für diverse Krebsstiftungen und dazu in einem Sterbehospiz für junge Mütter und Kinder in einem Slum in Afrika. Er wob seine menschlichen und humanitären Erfahrungen in verschiedene Büchern ein, die er als Autor schrieb. Danach arbeitete Pecorelli mehrere Jahre für IBM als international tätiger Manager und Unternehmensberater. Um seinen unternehmerischen Horizont zu erweitern, verliess Pecorelli IBM im Frühjahr 2014 und gründete den Riverfield Verlag Pecorelli B&C mit Sitz in Reinach in der Nähe von Basel. 2016 änderte die Firma zu Riverfield Verlag GmbH.

## Werke
- Kathleen. Geschichte einer tödlichen Liebe. Roman. WOA 2008, ISBN 978-3-9523280-1-9.
- Smile! Der "Obama-Faktor" – oder wie man unmögliche Lebensziele erreicht. Ein Wegweiser zu Ihrem Glück. Ratgeber. Verlag Christa Falk 2008
- Das Mädchen und die magische Blume. Eine fantastische Reise bis ans Ende der Welt. Roman. WOA 2009, ISBN 978-3-9523280-4-0.
- Westentaschenbuch 01. Nicht-Rauchen ist tödlich. Satirisch gut. Ratgeber. WOA 2010, ISBN 978-3-9523280-9-5.
- Nacht ohne Morgen. Roman. WOA 2010, ISBN 978-3-9523657-1-7.
- Sünden der Macht. Roman. WOA 2011, ISBN 978-3-9523657-3-1.
- König der Angst. Roman. WOA, Zürich 2014, ISBN 978-3-9523657-5-5.
- Mord und andere kleine Geschenke des Himmels. Sieben maliziöse Geschichten. WOA, Zürich 2014, ISBN 978-3-9524265-2-4.